# Marina Cvětajevová

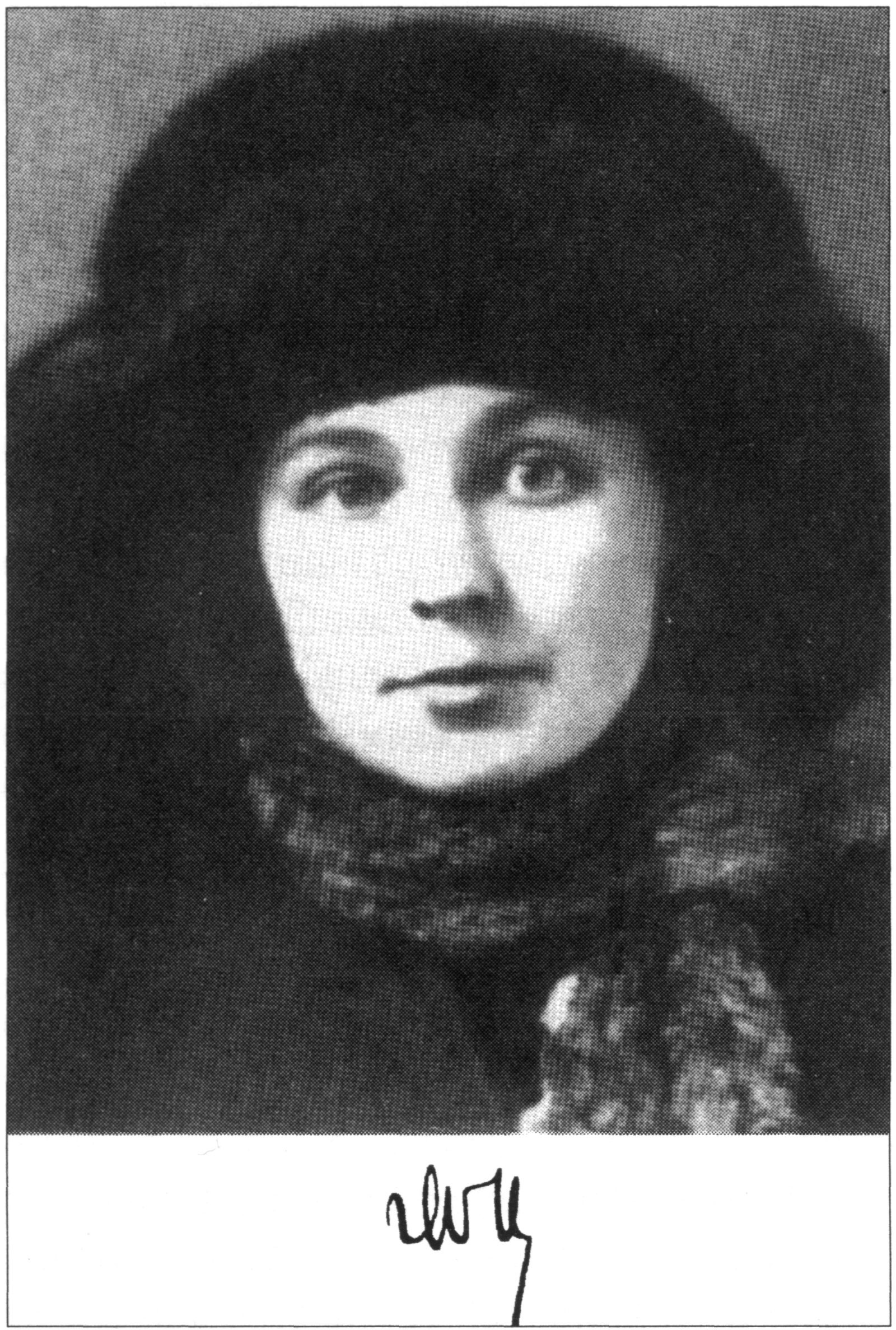
Marina Cvětajevová (1917)

Marina Ivanovna Cvětajevová (rusky Марина Ивановна Цветаева; 26. záříjul./ 8. října 1892greg., Moskva – 31. srpna 1941, Jelabuga, Tatarstán) byla ruská spisovatelka a básnířka.

## Život
Marina Ivanovna se narodila v Moskvě, v rodině univerzitního profesora Ivana V. Cvětajeva, ředitele prvního veřejného muzea v Moskvě, Rumjancevova muzea, později zakladatele Puškinova muzea výtvarných umění, a Marie Alexandrovny Meynové, pianistky (žačky Antona Rubinsteina) polsko-německého původu. Vyrůstala v blahobytu a vysoce kulturním prostředí. Od 10 let byla s rodinou na cestách po Evropě (Itálie, Francie, Švýcarsko), kde se matka léčila z tuberkulózy. Mladá Marina tak získala skvělou jazykovou průpravu – později ovládala italštinu, francouzštinu a němčinu – a evropské vzdělání (studovala na Sorbonně).
V roce 1912 se provdala za Sergeje Jakovleviče Efrona, vojáka, publicistu a novináře rusko-židovského původu. Ten v roce 1914 dobrovolně nastoupil do armády a po vypuknutí Říjnové revoluce přešel k bělogvardějcům, s nimiž prodělal celou občanskou válku i následnou evakuaci z Krymu do Istanbulu. Cvětajevová se během revoluce vrátila do Ruska, aby se shledala s manželem, což se jí nakrátko podařilo. V chaosu té doby se ale oba rozdělili a ona se ocitla v Moskvě prakticky v pasti. Žila v hrozné bídě se dvěma dcerami, Ariadnou a Irinou, které nakonec dala do sirotčince v naději, že se tam o ně postarají lépe. Mladší Irina ovšem ve věku 3 let zemřela hlady a Ariadnu matka zachránila na poslední chvíli.
V roce 1922 jí nakonec bylo dovoleno emigrovat. Odjela za manželem do Berlína, kde vydala čtyři svazky veršů. Ještě téhož roku rodina přesídlila do Československa, kde s manželem studujícím Filozofickou fakultu UK žili v Praze (a také v Horních Mokropsích a Jílovišti) až do roku 1925. Oba se tu zapojili do života emigrantských kruhů. České tvůrčí období je nejvýznamnějším v životě Mariny Cvětajevové. Krátce po narození syna Georgije rodina opustila Československo a přestěhovala se do Paříže.
Ve Francii se Cvětajevová zapojila do bohatého kulturního života; udržovala milostnou korespondenci s Borisem Pasternakem a přes něj se důvěrně (byť pouze korespondenčně) seznámila i s pražským německým básníkem Rainerem M. Rilkem, tehdy dožívajícím ve Švýcarsku. Hospodářsky se ovšem rodině dařilo stále hůř a všichni čtyři žili prakticky jen z Mariiných tantiém. V roce 1937 se dcera Ariadna vrátila do Sovětského svazu, když využila nabídky beztrestného návratu. Manžel následoval o pár měsíců později, ovšem ne úplně dobrovolně: musel prchnout před policejním vyšetřováním (ve Francii se totiž mezitím stal agentem NKVD).
V květnu 1938 se Cvětajevová dozvěděla o částečné mobilizaci Československa. Bylo jí jasné, kam může vést taktika částečných ústupků fašistickému režimu: „Zradil jsi – budeš sám zrazen. A ten, pro koho jsi zradil, sám tě zradí.“ Na podzim vznikla první část jejího posledního básnického cyklu Verše Čechám, v kterém zatratila dříve milované Německo, oslavuje český lid a předurčuje mu krásnou budoucnost.
Roku 1939, jen pár měsíců před vypuknutím druhé světové války, se Cvětajevová rozhodla vrátit se za rodinou. Takřka vzápětí byla pod vykonstruovaným obviněním ze špionáže zatčena její dcera a odsouzena na 8 let do gulagu. Za 5 týdnů po ní byl ze stejného důvodu zatčen i manžel Sergej. Ti tři se už nikdy nespatřili.
Cvětajevová zůstala v Moskvě sama se synem a snažila se uživit překladatelskou prací. Po přepadení SSSR Německem (1941) byli oba evakuováni na východ do Tatarské ASSR. Z Moskvy odjeli parníkem dne 8. srpna a do městečka Jelabuga na břehu Kamy připluli dne 17. srpna. Ve městě, kde ji předcházela pověst bývalé bělogvardějky, nemohla najít práci, měla problémy s ubytováním a neměla zde žádné přátele nebo známé. Propadla zoufalství a dne 31. srpna 1941 spáchala sebevraždu.
Její manžel byl popraven zastřelením jako „imperialistický špion“ krátce nato dne 16. října 1941 v Moskvě.

## Dílo
Začínala jako symbolistická autorka, na počátku dvacátých let 20. století vynikala v expresionistické lyrické skladbě, v níž uplatňovala formu zpovědi. Její pozdější básně využívají forem akméismu a futurismu, často také vycházela z lidové slovesnosti. Svou první básnickou sbírku vydala na střední škole. Sama o tom napsala: „Má první kniha Večerní album vyšla, když mi bylo sedmnáct let, a obsahovala verše od mého patnáctého roku. Vydala jsem ji z důvodů v literatuře vedlejších a v poezii přirozených – místo dopisů člověku, s nímž jsem se jinak stýkat nemohla. Vlastně jsem se nikdy nestala literátem – a tak již můj začátek byl příznačný.“

## Spisy

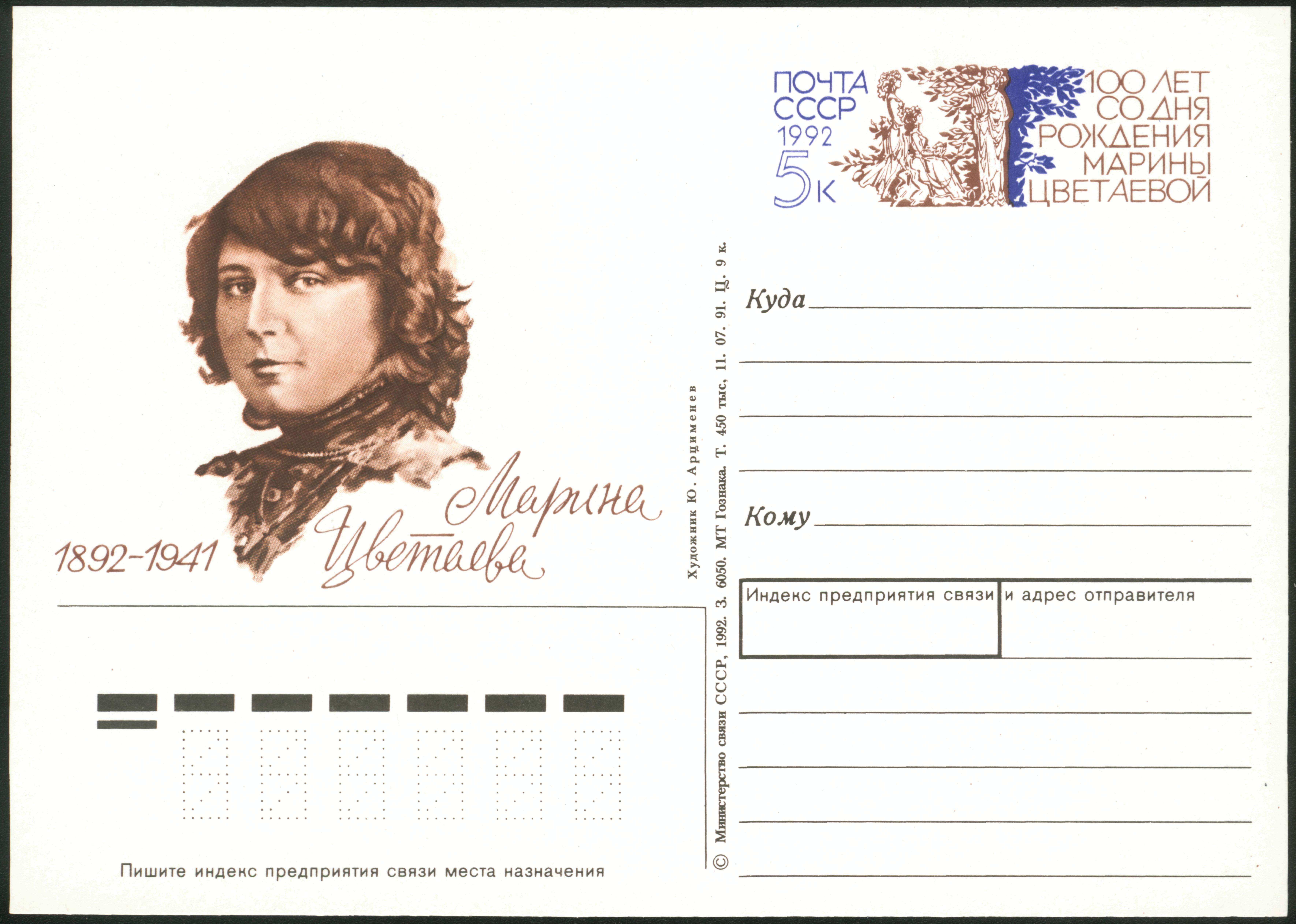
Pohlednice ke stému výročí narození (1992)

- Večerní album (Večernij albom, Вечерний альбом, 1910)
- Kouzelná lucerna (Volšebnyj fonar, Волшебный фонарь, 1912)
- Ze dvou knih (Iz dvuch knig, Из двух книг, 1913)
- Labutí ležení (Lebedinyj stan, Лебединый стан, 1921) – hold bělogvardějcům a odsouzení ruské revoluce
- Versty (Vjorsty, Вёрсты, 1922) – inspirováno vztahem k Osipu Mandelštamovi
- Rozluka (Razluka, Разлука, 1922)
- Verše pro Bloka (Stichi k Bloku, Стихи к Блоку, 1922)
- Královna (Car-děvica, Царь-девица, 1922) – poéma
- Romantika (Психея. Романтика, 1923)
- Řemeslo (Ремесло, 1923)
- Mládenec (Moloděc, Молодец, 1924) – poéma
- Po Rusku (Posle Rossii, После России, 1922–1925) – vlastenecká poezie
- Krysař (Krysolov, Крысолов, 1925) – poéma
- Poéma konce (Poema konca, Поэма конца, 1924) – inspirováno vztahem k manželovu příteli K. Rodzevičovi
- Poéma hory (Poema gory, 1924) – stejná inspirace jako u předchozího díla
- Poéma zadního schodiště (Poema lestnicy, Поэма лестницы, 1928)
- Synovi (Stichi k synu, 1932)
- Verše Čechám (Stichi k Čechii, 1939) – obžaloba útočného nacismu

### Dramata
- Ariadna (Ариадна, 1924)
- Theseus (Tězej, 1927)
- Faidra (Fedra, Федра 1928)

### Eseje
- Básník o kritice (Poet o kritike, 1926)
- Básník a čas (Poet i vremja, 1932)
- Umění a svědomí (Iskusstvo pri svete sovesti, 1932–1933)

### České výbory
- Černé slunce, překlad Jana Štroblová, Praha: Odeon, 1967
- Pražské vigilie, překlad Hana Vrbová, Praha: Lidové nakladatelství, 1969
- Pokus o žárlivost – výbor z milostné lyriky, překlad Jana Štroblová, Praha: Mladá fronta, 1970
- Hodina duše, překlad Jana Štroblová, Praha: Československý spisovatel, 1971
- Poéma konce, překlad Otto Libertin, Praha: Supraphon, 1982
- Korespondence – Vzájemná korespondence M. Cvetajevové, Borise Pasternaka a R.M. Rilkeho, vybral a přeložil Vladimír Mikeš; verše přeložili Vladimír Holan a Luděk Kubišta, Praha: Supraphon, 1986
- Začarovaný kruh, překlad Jana Štroblová, Praha: Odeon, 1987
- Vyznání na dálku, překlad Luděk Kubišta, Jana Štroblová a Hana Vrbová, uspořádal Jiří Honzík, Praha: Votobia, 1997, ISBN 80-7220-070-4
- Básník a čas – eseje, překlad Jan Zábrana, Praha: Votobia, 1997, ISBN 80-7220-008-9
- Pij, duše, co hrdlo ráčí. Překlad Jana Štroblová. 1. vyd. tohoto výboru (autorsky nově zpracované). Praha: Vyšehrad, 2005. 81 stran. – Verše. Sv. 16. ISBN 80-7021-785-5.
- Který vítr mám proklínat?, překlad Hana Vrbová, ilustrace Saša Švolíková, Praha: Dokořán, 2011, ISBN 978-80-7363-369-1, EAN 9788073633691, řada Mocca